# Chloropterus
Chloropterus is een geslacht van kevers uit de familie bladkevers (Chrysomelidae).
De wetenschappelijke naam van het geslacht werd in 1861 gepubliceerd door Ferdinand Ferdinandovitsch Morawitz.

## Soorten
- Chloropterus moldaviensis Pic, 1909
- Chloropterus ornatus Lopatin, 1984
- Chloropterus versicolor Morawitz, 1860